# Джудит Макнот
Джудит Макнот (на английски: Judith McNaught) е американска писателка на бестселъри в жанра исторически и съвременен любовен роман, и романтичен трилър. Създала е поджанра „регенски исторически романс“.

## Биография и творчество
Джудит Макнот Смит е родена на 10 май 1944 г. в Сан Луис Оубиспоу, Калифорния, САЩ. Дъщеря на Клифърд Харис и Розета Принс, бизнесмени.
Учи бизнес мениджмънт в Северозападния университет, който завършва с бакалавърска степен през 1966 г. След дипломирането си работи като администратор и стюардеса към „Юнайтед Еърлайнс“ в Чикаго в периода 1966 – 1967 г.; като изпълнителен продуцент към радио „CBS“ в Сейнт Луис, Мисури, в периода 1970 – 1973 г.; като асистент-режисьор към снимачния екип на филм за „Дженерал Мотърс“ в Сейнт Луис в периода 1973 – 1975 г.; правен администратор към фирмата „Сомърс Шварц“ в Детройт в периода 1976 – 1978 г., администратор към голяма транспортна компания в Детройт през 1978 г.; президент на агенция за временна заетост „Про-Темпс“ в Сейнт Луис в периода 1979 – 1985 г.; и като президент на кастинг-агенция „Ийгъл Синдикейшън“ в Сейнт Луис от 1987 г.
Докато работи като стюардеса се запознава и през 1968 г. се омъжва за зъболекар от Сейнт Луис, с когото имат две деца – Уитни и Клейтън. Бракът им не е щастлив и те се развеждат по-късно. На 1 юни 1974 г. се омъжва за Майкъл Макнот, бизнесмен и предприемач. Живеят заедно до смъртта му при инцидент с пистолет на 19 юни 1983 г. С него има още 5 доведени деца.
Джудит Макнот винаги е искала да пише, и през 1978 г. решава да опита да реализира мечтата си. Нейният съпруг я насърчава, като за това ѝ купува нова пишеща машина, а през следващите години я подкрепя във времето, когато издателите отхвърлят нейните романи.
Първият си ръкопис „Уитни моя любов“ тя пише между 1978 и 1982 г. Имайки трудности с неговата реализация, тя пише, в началото на 1982 г., следващия си романс „Нежна победа“. Той е публикуван през 1983 г., трагично съвпадайки с времето на смъртта на съпруга ѝ.
През 1987 г. за романса си „Сега и завинаги“ е удостоена с отличието „Златна писалка“ на наградата „Affaire de Coeur“. За разлика от повечето исторически романи писателката не следва възприетите дотогава принципи, а влага в произведенията си много чувственост и остроумие. Специфичният им стил и голям обем е наречен „регенски исторически романс“, и впоследствие е възприет и от други писатели.
По-късно Макнот се омъжва за третия си съпруг Дон Смит, професионален играч на голф и инженер. Развеждат се през май 1993 г., събитие ознаменувано с грандиозно парти за 160 нейни приятели. През 2007 г. тя се премества да живее в различни градове на Тексас, щатът, в който се влюбва при представяне на своя книга в Далас.
През 90-те години Джудит Макнот започва да пише и съвременни романси. Независимо от техния жанр, обаче, нейните книги са характерни със своите динамични, силни, лоялни, състрадателни и интелигентни героини.
Тя е една от първите авторки, които получават договори за публикуване на книги с твърди корици и в размер на милиони долари. За първи път влиза в списъците на бестселърите на „Ню Йорк Таймс“ през 1988 г. и оттогава всеки неин роман е бестселър.
През 1993 с романът си „Съвършенство“ се включва в кампаниите за дарителство и ограмотяване на жените чрез аудиокниги, а по-късно се включва в детски благотворителни кампании и в програмите за борба с рака на гърдата.
В средата на 90-те години активно се включва в организациите на писателите в Тексас. През 1997 г. е определена от читателите от Тексас като част от четворката любими автори, заедно с Джон Гришам, Патриша Корнуел, и Дийн Кунц.
В края на 90-те е удостоена с награда за цялостно творчество от списание „Romantic Times“, а романтичният ѝ трилър „Нощни шепоти“ става бестселър №1.
Произведенията на писателката са преведени на 14 езика и са издадени в над 30 милиона екземпляра по целия свят.
Джудит Макнот живее в Лийг Сити, Тексас.

## Произведения

### Самостоятелни романи
- Нежна победа, Tender Triumph (1983)
- Гордост, Double Standards (1984)
- Някой бди над теб, Someone to Watch Over Me (2001)

### Серия „Фамилия Уестморланд“ (Westmoreland)
1. Кралството на мечтите, A Kingdom of Dreams (1989)
2. Уитни моя любов, Whitney, My Love (1985)
3. Преди да те срещна, Until You (1986)
4. Вълшебства, Miracles (1995) – в „A Holiday of Love“

### Серия „Последствия“ (Sequels)
1. Сега и завинаги, Once and Always (1987)
2. Нещо прекрасно, Something Wonderful (1988)
3. Ад и рай, Almost Heaven (1990)

### Серия „Втори шанс“ (Second Opportunities)
1. Рай, Paradise (1991)
2. Съвършенство, Perfect (1993), Опасна любов
3. Нощни шепоти, Night Whispers (1998)
4. Всеки мой дъх, Every Breath You Take (2005)

### Серия „Сестрите Фостър“ (Foster Saga)
1. Двойна радост, Double Exposure (1995) – в A Gift of Love
2. Спомни си кога, Remember When (1996)

### Сборници
- A Holiday of Love (1994) – с Джил Барнет, Джуд Деверо и Арнет Лем
- A Gift of Love (1995) – с Кимбърли Кейтс, Джуд Деверо, Андреа Кейн и Джудит О'Брайън
- Simple Gifts (1998) – с Джуд Деверо

### Разкази
- Double Exposure (1995)
- Miracles (1995)